# Кількісна гістологія
Кількісна гістологія — це розділ гістології, що вивчає закономірності розвитку та функціонування тканин, використовуючи при цьому кількісні параметри та строгі методи перевірки гіпотез. Кількісну гістологію більш коректно розглядати не як окрему наукову дисципліну, а як перехідний стан власне гістології, на шляху її розвитку від описової до точної науки.

## Загальний опис
Біологічна наука гістологія вивчає тканини — складні мозаїки з клітин та міжклітинної речовини, наявність яких характерна для багатоклітинних організмів. Патологічні процеси у тканинах організму людини цікавлять також медицину, в цьому випадку до назви дисципліни додають префікс «пато» (патогістологія).
Традиційно гістологію вважають описовою наукою, однак останнім часом вона все ширше застосовує методи кількісного аналізу. Це дозволяє ефективніше знаходити залежності між структурою та функцією тканин та/або клітин, зменшувати вплив суб'єктивного фактору на результати гістологічного аналізу, а також автоматизувати процедури дослідження та діагностики .

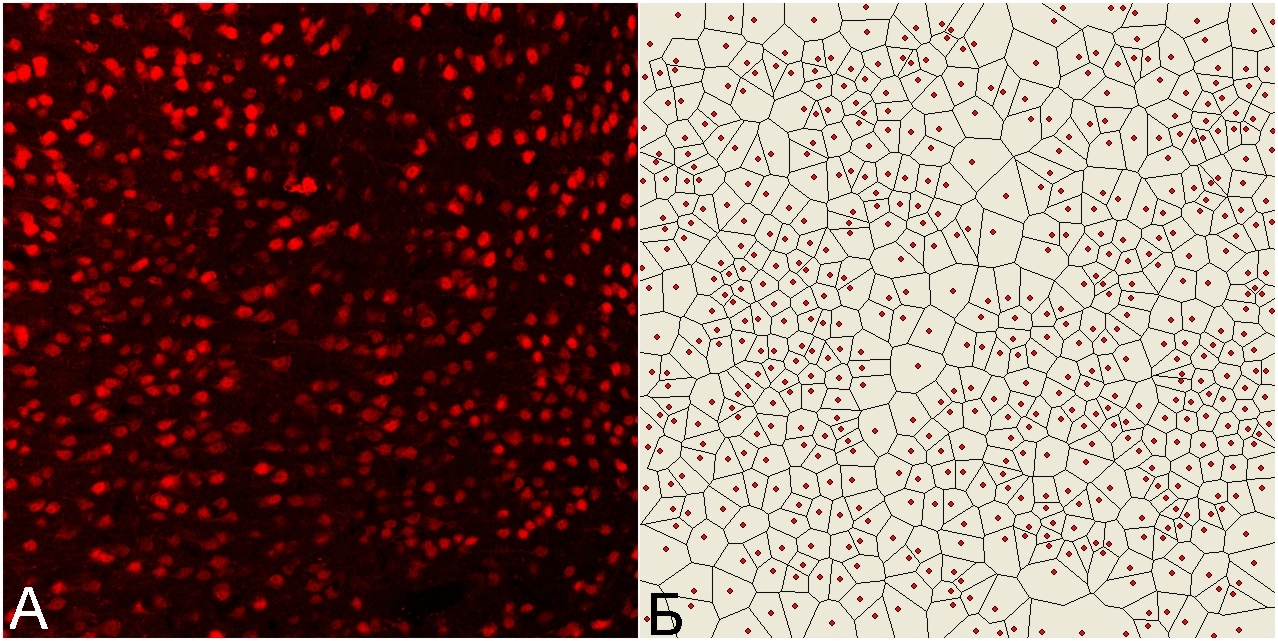
Мікрофотографія NeuN-позитивних нейронів соматосенсорної кори головного мозку миші (А). Мозаіка Вороного, що побудована на масиві центроїдів цих нейронів (Б). Полігон Вороного відповідає «зоні впливу» об'єкта. Як свідчить аналіз конкретної мозаіки, нейрони розподілені у просторі нерівномірно.

Очевидним є той факт, що у своєму розвитку гістологія відтворює шлях, раніше вже пройдений, наприклад фізикою. На першому етапі свого існування вона накопичувала інформацію про об'єкти, що вивчала. Потім ця інформація була класифікована, а між об'єктами емпіричним шляхом були встановлені відповідні зв'язки. Далі дослідники, у своїх спробах пояснити різні гістологічні феномени, почали створювати математичні моделі. Відповідність результатів випробувань математичних моделей показникам, визначеним у реальних тканинах, буде свідчити про набуття гістологією статусу точної науки.

## Історія виникнення та розвитку
Фундамент кількісної гістології почав закладатись ще на світанку мікроскопічних досліджень. Вважають, що перші спроби вимірювання клітин були зроблені наприкінці XVII століття голландцем Антоні ван Левенгуком (Antoni van Leeuwenhoek), котрий оцінював розміри еритроцитів, порівнюючи їх з піщинками. З часом для подібних вимірювань почали застосовувати спеціальні оптико-механічні пристрої, наприклад окуляр-мікрометр, у якому вимірювальна шкала або візири, що рухаються, проекуються у фокальну площину мікроскопа. У мікроскопію окуляр-мікрометр попав з астрономії, де він був вперше застосований Вільямом Гаскойном [Vazquez, Vaquero, 2009].
Ще один вимірювальний прилад — гемоцитометр — почали використовувати у другій половині XIX віку. Це товсте скло з прямокутним заглибленням, яке заповнюють суспензією клітин. Клітини у цьому заглибленні підраховували під звичайним світловим мікроскопом. Іноді цей прилад застосовують і тепер. Як цікаву деталь можна додати, що Вільям С.Госсет (William S.Gosset), автор статистичного тесту Ст'юдента, в свій час використовував гемоцитометр для підрахунку клітин пивних дріжджів [Gosset, 1907].
Застосування математичних методів у гістології можна проілюструвати прикладом кількісного аналізу структур на гістологічних зрізах. У більшості ситуацій такі виміри проводять на випадкових перерізах структур, тому коректна інтерпретація отриманих даних можлива лише за умови дотримання принципів стохастичної геометрії. На цих принципах базуються так звані стереологічні методи, які на практиці часто зводяться до суміщення зображень тканин та/або клітин з зображеннями масивів тестових точок або ліній та підрахунку перетинів між зображеннями двох типів. Стереологічні рішення окремих проблем морфометрії відомі ще з початку XX віку [Wicksell, 1925]. Сучасні стереологічні методи дозволяють отримувати точні оцінки кількості, об'єму, площі або довжини мікроскопічних структур та інше [Howard, Reed, 1998].
Якщо головним інструментом гістології є мікроскоп, то у кількісній гістології цю роль відіграє система аналізу зображень, яку спрощено можна уявити собі як мікроскоп, з'єднаний з комп'ютером. Програмна частина таких систем включає десятки алгоритмів, націлених на аналіз різноманітних параметрів тканин та/або клітин. Деякі системи аналізу зображень навіть спроможні приймати діагностичні рішення, що відносить їх до категорії так званих експертних систем [Bourzac, 2013].
Застосування математичних моделей вказує на набуття природничою науковою дисципліною стану зрілості. Як ілюстрацію тут доречно згадати діяльність англійського дослідника Деніса Нобла. У 1960 році, ще коли він був студентом, Деніс Нобл запропонував математичну модель кардіоміоциту. Випробування цієї моделі показали, що зміна електричного потенціалу у окремій клітині дозволяє відтворити ритм серцевих скорочень. Пізніше дослідник ускладнив завдання, перейшовши до моделювання тканини серця, а у 1990-х роках його моделі почали враховувати деталі анатомічної будови органу Noble, 2002. Зараз їх використовують для тестування ефектів антиаритмічних препаратів.
Прикладом іншої математичної моделі, яка описує розвиток тканини у просторі і часі, може бути інтерактивна модель органогенезу підшлункової залози. Вона використовує інтерфейс анімації, який дозволяє візуально спостерігати за процесом моделювання, а також впливати на нього. Клітини залози імітуються як автономні агенти, що сприймають сигнали навколишнього середовища та відповідним чином реагують на них. Інтерфейс базується на рушії 3D GameStudio — комерційному програмному продукті, який використовують при розробці комп'ютерних ігор та програм віртуальної реальності [Setty et al., 2008].

## Сучасні застосування
Сучасні застосування кількісної гістології спрямовані на:

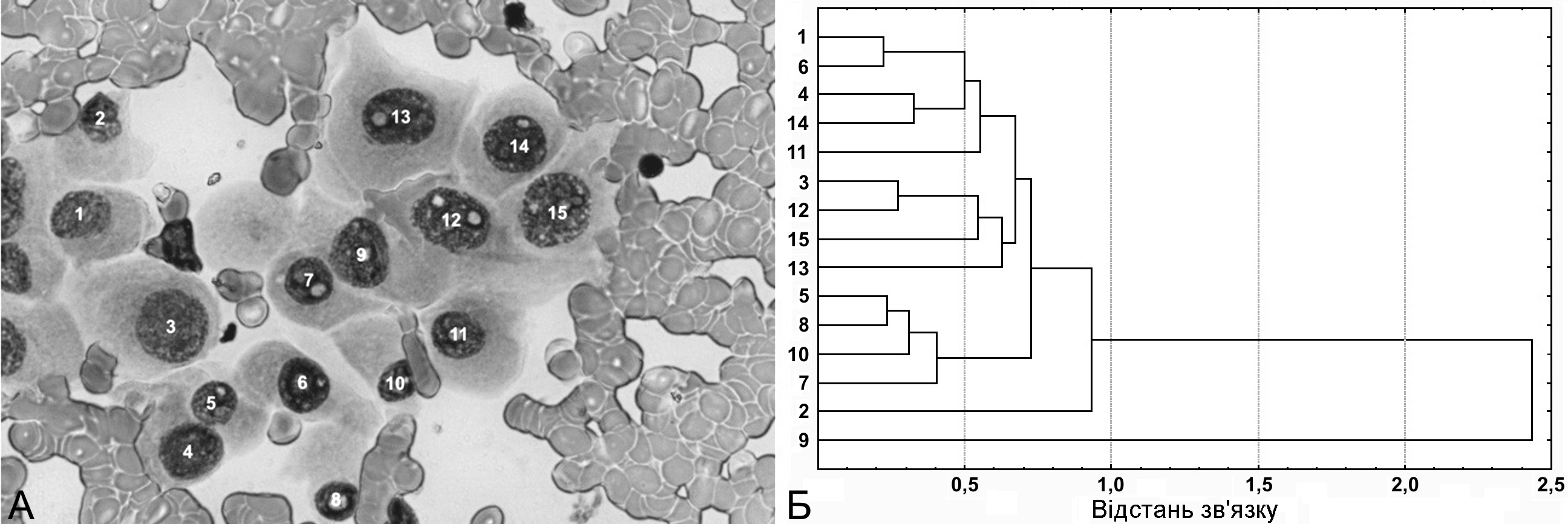
Приклад застосування кластерного аналізу до класифікації клітин папілярної карциноми щитоподібної залози за критерієм розміру ядра. Мікрофотографія клітин (А). Ієрархічна дендрограма ілюструє групування клітин за обраним критерієм.

- Розробку нових методів, що дозволяють позбутися високої варіабельності оцінок, отриманих різними дослідниками.
- Знаходження нових критеріїв оцінки функції тканин, а також маркерів патологічних процесів.
- Автоматизацію роботи систем, які здійснюють діагностичний скринінг препаратів, що дозволяє прискорювати отримання відповідних даних та призначення цільової допомоги пацієнтам.
- Розробку алгоритмів для комп'ютеризованих систем, спроможних допомогти лікарю у постановці діагнозу. Програмна частина таких систем може включати елементи штучного інтелекту.

## Публікації та видання
Матеріали, що присвячені тематиці кількісної гістології, можна знайти у наукових монографіях Glaser et al., 2007; Никоненко, 2013 [Архівовано 21 квітня 2017 у Wayback Machine.] та періодичних виданнях широкого наукового профілю. Однак, існують і спеціалізовані журнали, такі як Analytical and Quantitative Cytology and Histology [Архівовано 11 березня 2022 у Wayback Machine.]. Це офіційне видання Міжнародного Цитологічного Товариства (International Academy of Cytology) та Італійського Товариства Уропатологів (Italian Society of Urologic Pathology). Журнал Image Analysis & Stereology [Архівовано 5 лютого 2017 у Wayback Machine.] є офіційним виданням Міжнародного Стереологічного Товариства. На його сторінках можна знайти матеріали, присвячені морфометрії, стереології, обробці та аналізу зображень, математичній морфології, стохастичній геометрії та іншим питанням.
Журнал Diagnostic Pathology [Архівовано 13 січня 2016 у Wayback Machine.] являє собою видання відкритого доступу, яке існує виключно у електронній формі та публікує дані досліджень у галузі медичної діагностики. Журнал приділяє увагу молекулярно-біологічним, морфометричним (стереології, аналізу ДНК, синтактичному структурному аналізу) та комунікаційним (телемедицині, віртуальній мікроскопії та іншому) аспектам діагностики. Матеріали, що мають відношення до кількісної гістології, можна також знайти на сторінках наукових журналів Microscopy Research and Technique [Архівовано 10 грудня 2014 у Wayback Machine.], Journal of Microscopy [Архівовано 18 листопада 2014 у Wayback Machine.], Cytometry Part A [Архівовано 1 грудня 2014 у Wayback Machine.], Cytometry Part B: Clinical Cytometry [Архівовано 20 грудня 2014 у Wayback Machine.] та інших.